# رولف غيرهاردسن
رولف غيرهاردسن هو عامل كهربائي و‌محرر و‌سياسي نرويجي، ولد في 3 فبراير 1902 في كريستيانية ‏ في النرويج، وتوفي في 22 نوفمبر 1971. نشط حزبياً في حزب العمال.